# Psychiatrische Klinik Toszek

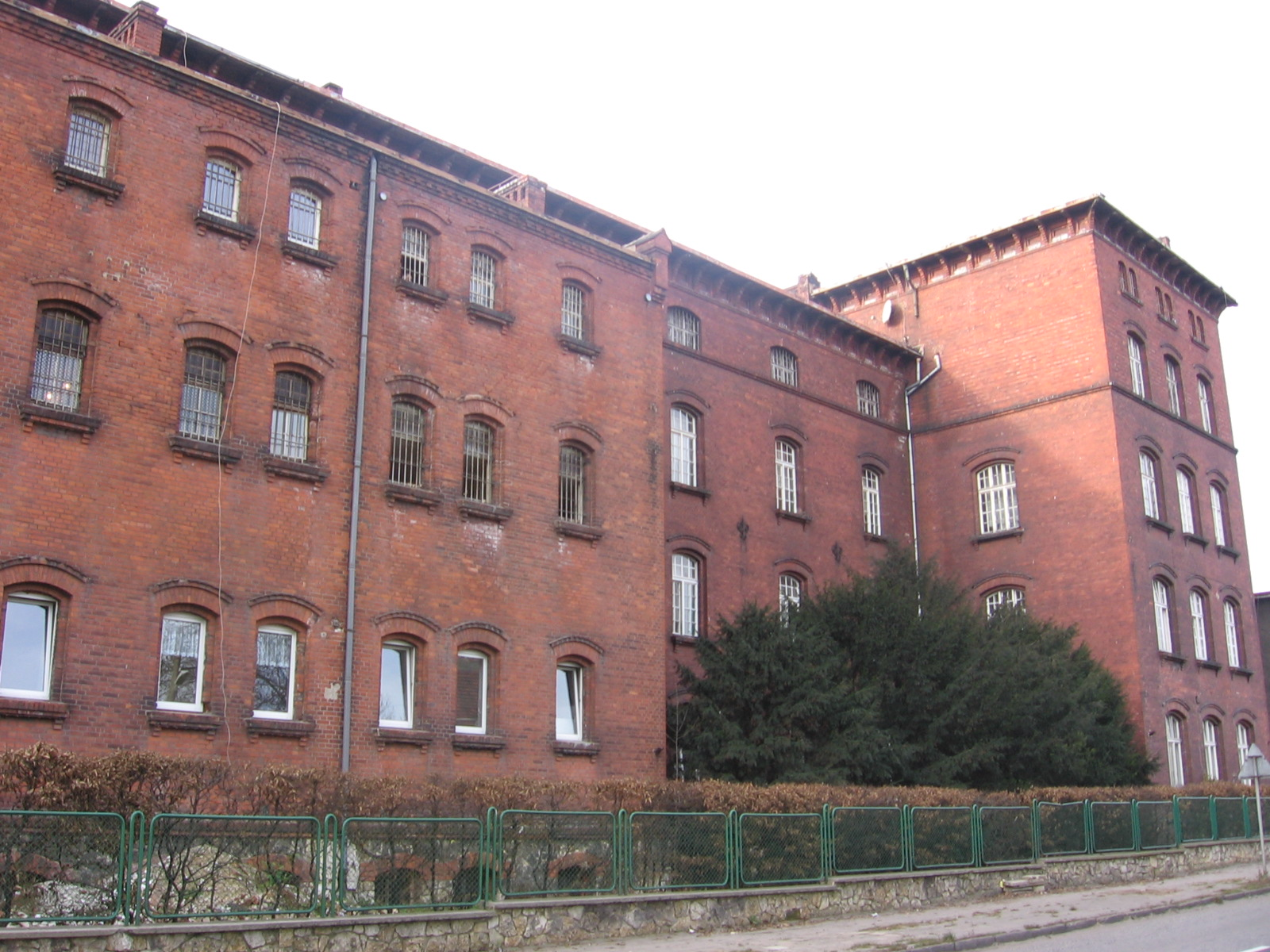
Gebäude der Psychiatrie

Die Psychiatrische Klinik in Toszek (Tost) besteht seit dem 19. Jahrhundert, vor 1945 als Provinzial-Heil- und Pflegeanstalt Tost und später Landespflegeanstalt Tost.

## Geschichte
Das Gelände gehörte ursprünglich zu einer Kaserne aus der Zeit Friedrichs des Großen. Danach nutzte die Toster Posthalterei das alte Kasernengelände. Von 1883 bis 1884 wurde das neue Arbeits- und Korrektionshaus bzw. das Provinzialarbeitshaus für den Regierungsbezirk Oppeln erbaut. 1890 wurde in diesem die Pflegeanstalt eingerichtet. 1897 wurde südlich des Hauptgebäudes ein Ärztehaus mit Wohnungen für den Oberarzt und zwei Assistenzärzte erbaut. 1900 ein weiteres Haus für 25 weibliche und 25 männliche Patienten. 1908 wurde der Antonienhof erworben, in dessen Wohnhaus 25 Kranke und zwei Pfleger untergebracht waren. Die Anstalt besaß zudem ihre eigene Landwirtschaft mit Äckern und Nutztieren sowie eine Gärtnerei. Zudem befanden sich in der Anstalt Werkstätten, in denen die Patienten arbeiten konnten. 1924 wurde die Anstalt durch die Provinz Oberschlesien übernommen. 1928 bestand das Pflegepersonal aus etwa 100 Personen und die Anstalt hatte etwa 600 Kranke in Pflege. Die meisten Patienten stammten aus dem Oberschlesischen Industriegebiet, insbesondere aus Hindenburg O.S.
Während des Zweiten Weltkrieges befand sich auf dem Klinikgelände ein Internierungslager der Nationalsozialisten, in dem britische Gefangene inhaftiert wurden. Von Mai 1945 bis Dezember 1945 richtete die sowjetische NKWD ein Lager in der Anstalt ein. Im NKWD-Lager kamen etwa 3000 Menschen ums Leben.